# Żywot naszego ojca, błogosławionego Franciszka
Żywot naszego ojca, błogosławionego Franciszka (łac. Vita beati patris nostri Francisci) – biografia św. Franciszka z Asyżu napisana przez Tomasza z Celano w latach 1232–1239 na polecenie generała franciszkanów Eliasza Bonbarone.

## Historia
Autorem Vita beati patris nostri Francisci jest franciszkanin Tomasz z Celano. Chociaż autor kilka lat wcześniej napisał na polecenie papieża Grzegorza IX tzw. Życiorys pierwszy, to jednak wspólnota zakonna wymogła na nim stworzenie krótszego dzieła, które lepiej nadawałoby się do celów liturgicznych, do odczytywania w kolejne dni oktawy święta fundatora Zakonu Braci Mniejszych. Celańczyk napisał Żywot za generalatu br. Eliasza Bonbarone, który stał na czele zakonu w latach 1232–1239. Należy przypuszczać, że dzieło powstało raczej na początku urzędowania Eliasza, podobnie jak Legenda do czytania w chórze oraz Żywot świętego Franciszka autorstwa Juliana ze Spiry.
Żywot naszego ojca, podobnie jak pozostałe dzieła Tomasza z Celano, po 1266 decyzją paryskiej kapituły generalnej zniknęły z obiegu. Dozwolone było używanie w zakonie franciszkańskim tylko biografii napisanych specjalnie przez generała Bonawenturę z Bagnoregio (Życiorys większy, Życiorys mniejszy). Najprawdopodobniej jedyny zachowany do naszych czasów rękopis Żywotu naszego ojca wystawiony został na sprzedaż we Francji i zakupiony przez Francuską Bibliotekę Narodową w roku 2014. Identyfikacji manuskryptu jako nieznanego współcześnie, zaginionego Żywotu naszego ojca, błogosławionego Franciszka autorstwa Celańczyka dokonał francuski historyk Jacques Dalarun. Rękopis udostępniony został w internecie.

## Wydania
Polskie tłumaczenie Żywotu ukazało się w 2017 staraniem Instytutu Studiów Franciszkańskich w Krakowie jako tom serii Autorzy Franciszkańscy.